# Stadio Kazimierz Górski
Lo stadio Kazimierz Górski (in polacco Stadion im. Kazimierza Górskiego) è uno stadio della città polacca di Płock di proprietà dello stato. Ha una capienza di 15 004 posti.

## Storia
Edificato nel 1973 su progetto di Jacek Kwieciński e Janusz Mariański, inizialmente aveva una capienza di 30 000 spettatori, ridotta a 10 978 nel 1996.
Nel 2019 fu annunciata la ristrutturazione dello stadio, su progetto di Perbo Group, con lavori realizzati dall'impresa Mirbus. I lavori di restauro iniziarono nel 2020 e si conclusero nel 2023, per un costo complessivo di 166 milioni di zloty (44 milioni di dollari). Attualmente la capienza è di 15 004 spettatori.